# Otus

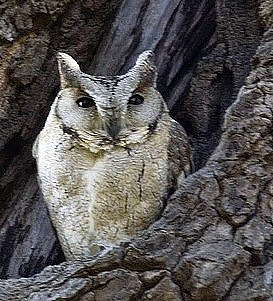
Hindu füleskuvik (Otus bakkamoena)

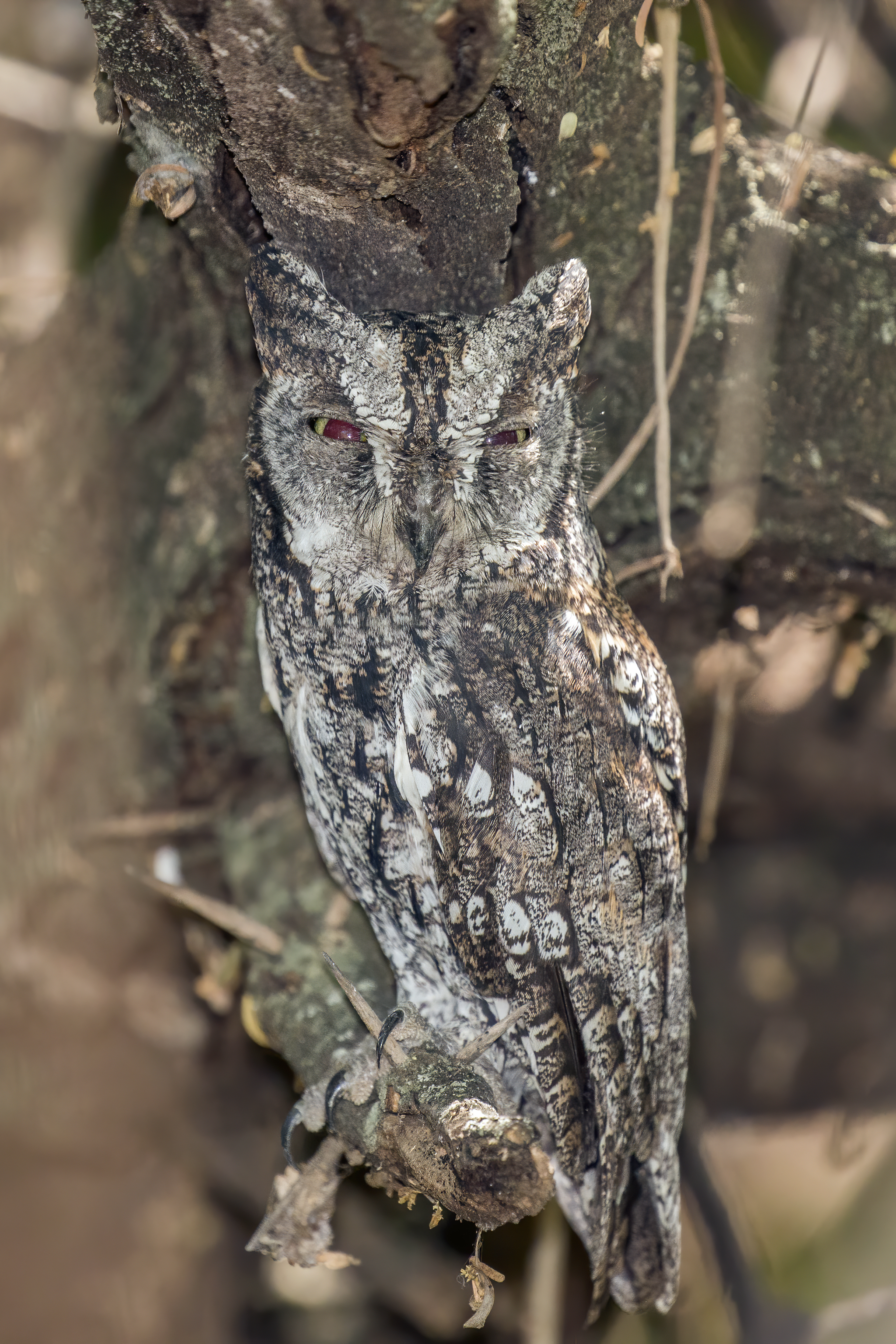
Afrikai füleskuvik (Otus senegalensis)

Az Otus  a madarak (Aves) osztályának a bagolyalakúak (Strigiformes) rendjébe, ezen belül a bagolyfélék (Strigidae) családjába tartozó nem.

## Rendszerezésük
A nemet Thomas Pennant brit ornitológus írta le 1769-ben, az alábbi fajok tartoznak ide:
- óriás-füleskuvik (Otus gurneyi vagy Mimizuku gurneyi)
- fehérképű füleskuvik (Otus sagittatus)
- vörhenyes füleskuvik (Otus rufescens)
- szerenádozó füleskuvik (Otus thilohoffmanni)
- sárgacsőrű füleskuvik (Otus icterorhynchus)
- Sokoke-füleskuvik (Otus ireneae)
- andamáni füleskuvik (Otus balli)
- floresi füleskuvik (Otus alfredi)
- pettyes füleskuvik (Otus spilocephalus)
- jávai füleskuvik (Otus angelinae)
- mindanaói füleskuvik (Otus mirus)
- luzoni füleskuvik (Otus longicornis)
- mindorói füleskuvik (Otus mindorensis)
- São Tomé-i füleskuvik (Otus hartlaubi)
- Principe-szigeti füleskuvik (Otus bikegila) - 2022-ben leírt faj
- Torotoraka füleskuvik (Otus madagascariensis) - a madagaszkári füleskuvikról leválasztott faj
- madagaszkári füleskuvik (Otus rutilus)
- Mayotte-füleskuvik (Otus mayottensis) - a madagaszkári füleskuvikról leválasztott faj
- Gran Comoró-i füleskuvik (Otus pauliani)
- mohéli füleskuvik (Otus moheliensis)
- Anjouan-szigeti füleskuvik (Otus capnodes)
- réunioni füleskuvik (Otus grucheti), korábban (Mascarenotus grucheti) – kihalt
- rodriguez-szigeti füleskuvik (Otus murivorus), korábban (Mascarenotus murivorus) – kihalt
- mauritiusi füleskuvik (Otus sauzieri), korábban (Mascarenotus sauzieri) – kihalt
- pembai füleskuvik (Otus pembaensis)
- füleskuvik (Otus scops)
- ciprusi füleskuvik (Otus cyprius) - a füleskuvikról leválasztott faj
- sivatagi füleskuvik (Otus brucei)
- arab füleskuvik (Otus pamelae)
- afrikai füleskuvik (Otus senegalensis)
- Annobón-szigeti füleskuvik (Otus feae)
- szokotrai füleskuvik (Otus socotranus)
- madeirai füleskuvik (Otus mauli) – kihalt a 15. században
- São Miguel-szigeti füleskuvik (Otus frutuosoi) – kihalt a 15. században
- keleti füleskuvik (Otus sunia)
- Rjúkjú-szigeteki füleskuvik (Otus elegans)
- malukui füleskuvik (Otus magicus)
- Wetar-szigeti füleskuvik (Otus tempestatis) - malukui füleskuvikról 2014-ben leválasztott faj
- Sula-szigeteki füleskuvik (Otus sulaensis)
- Biak-szigeti füleskuvik (Otus beccarii)
- celebeszi füleskuvik (Otus manadensis)
- Banggai füleskuvik (Otus mendeni) - a celebeszi füleskuvikról 2021-ben leválasztott faj
- Siau füleskuvik (Otus siaoensis)
- Sangihe-szigeti füleskuvik (Otus collari)
- mantanai füleskuvik (Otus mantananensis)
- Seychelle-szigeteki füleskuvik (Otus insularis)
- nikobári füleskuvik (Otus alius)
- Simeulue-füleskuvik (Otus umbra)
- Enggano-szigeti füleskuvik (Otus enganensis)
- mentawai-szigeteki füleskuvik (Otus mentawi)
- borneói füleskuvik (Otus brookii)
- hindu füleskuvik (Otus bakkamoena)
- galléros füleskuvik (Otus lettia)
- japán füleskuvik (Otus semitorques)
- szunda-szigeteki füleskuvik (Otus lempiji)
- Fülöp-szigeteki füleskuvik (Otus megalotis)
- negrosi füleskuvik (Otus nigrorum)
- Everett-füleskuvik (Otus everetti)
- palawani füleskuvik (Otus fuliginosus)
- szumbawai füleskuvik (Otus silvicola)
- Rinjani-füleskuvik (Otus jolandae)
- palaui füleskuvik (Otus podarginus) más néven (Pyrroglaux podargina) vagy (Pyrroglaux podarginus)
- lángvörös füleskuvik (Otus flammeolus) - más néven (Psiloscops flammeolus)

## Képek

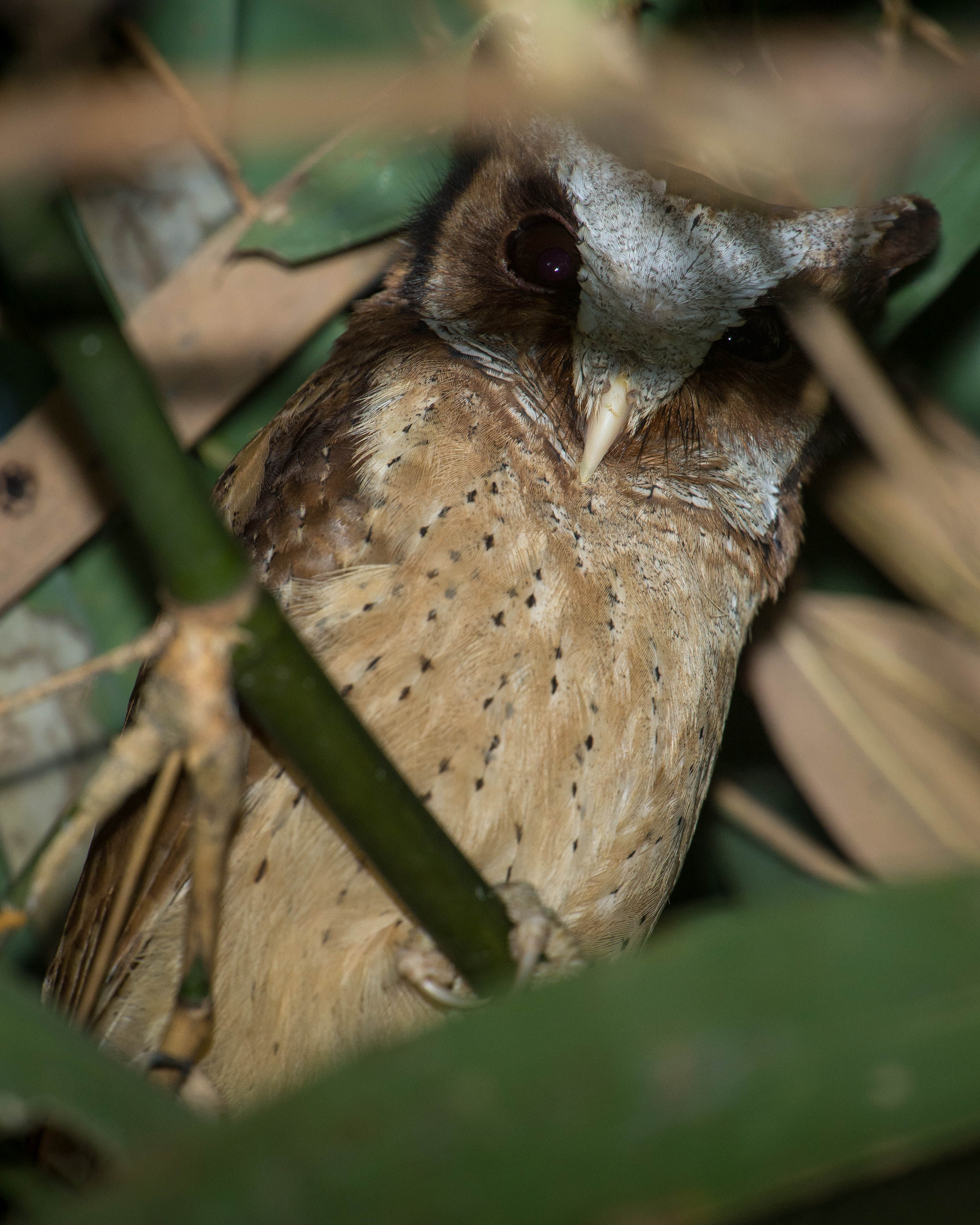
fehérképű füleskuvik (Otus sagittatus)
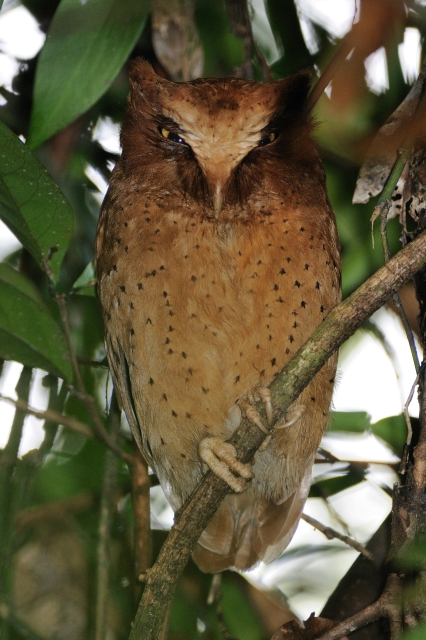
szerenádozó füleskuvik (Otus thilohoffmanni)
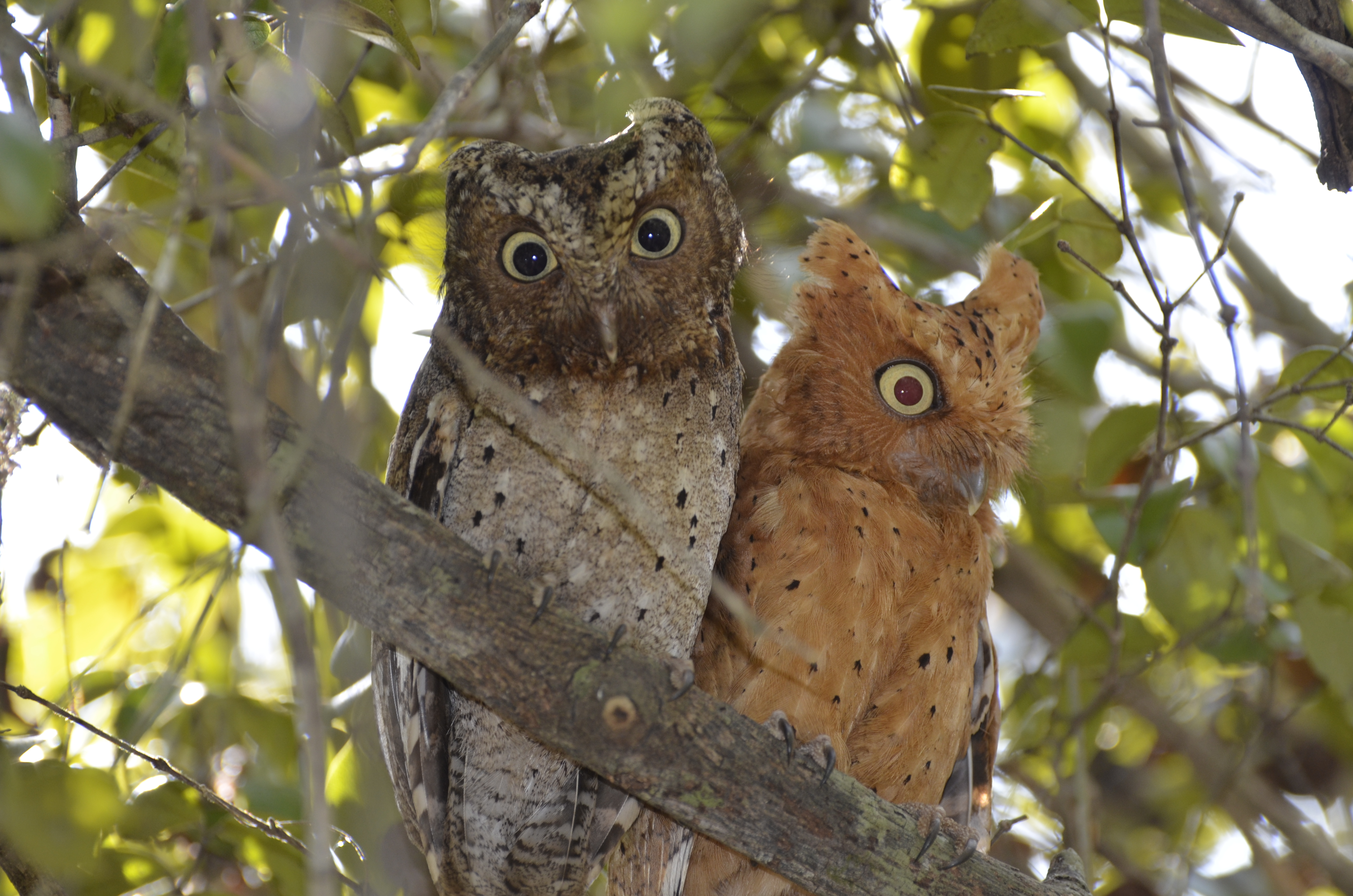
Sokoke-füleskuvik (Otus ireneae) pár
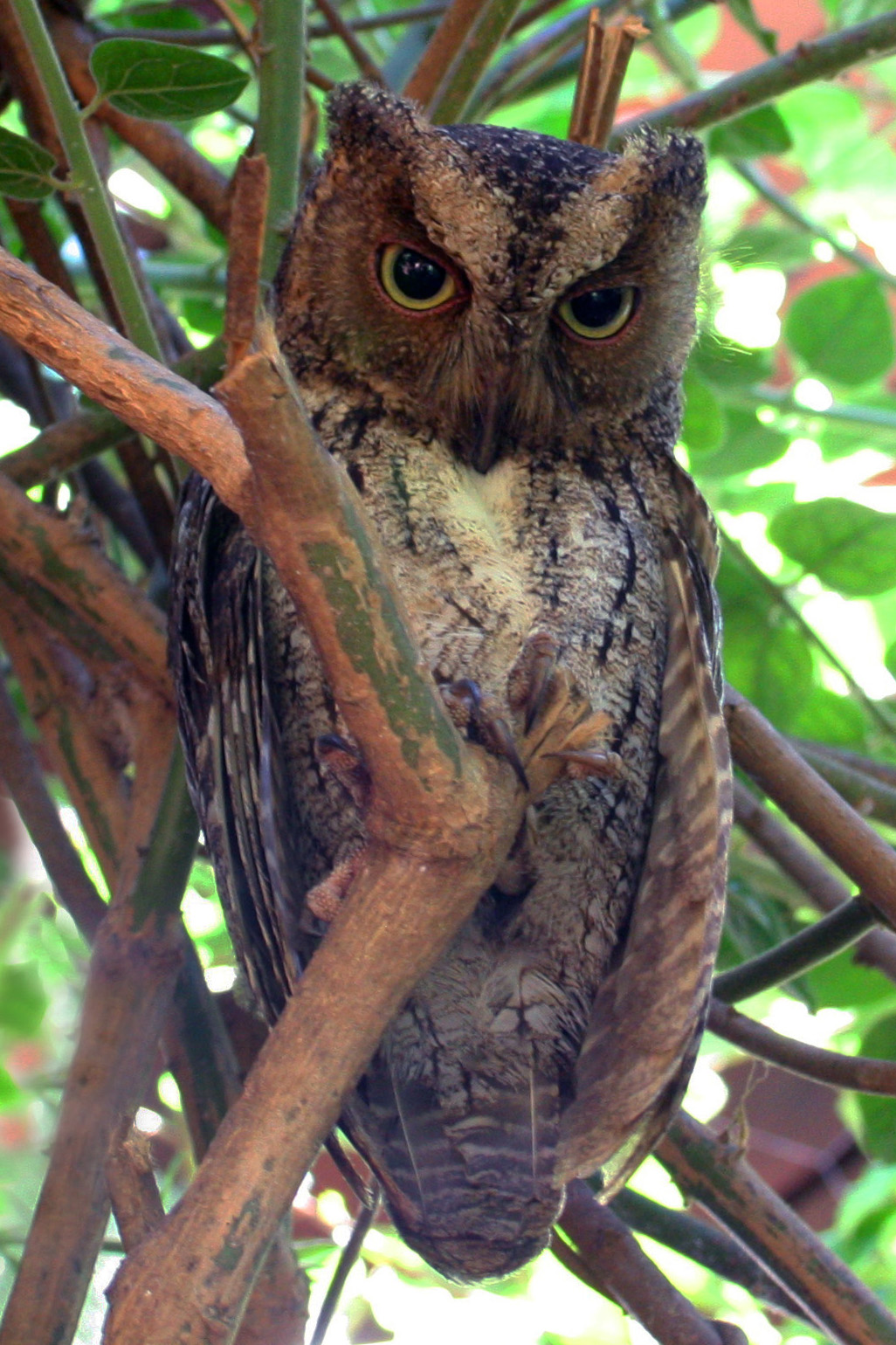
Torotoraka füleskuvik (Otus madagascariensis)
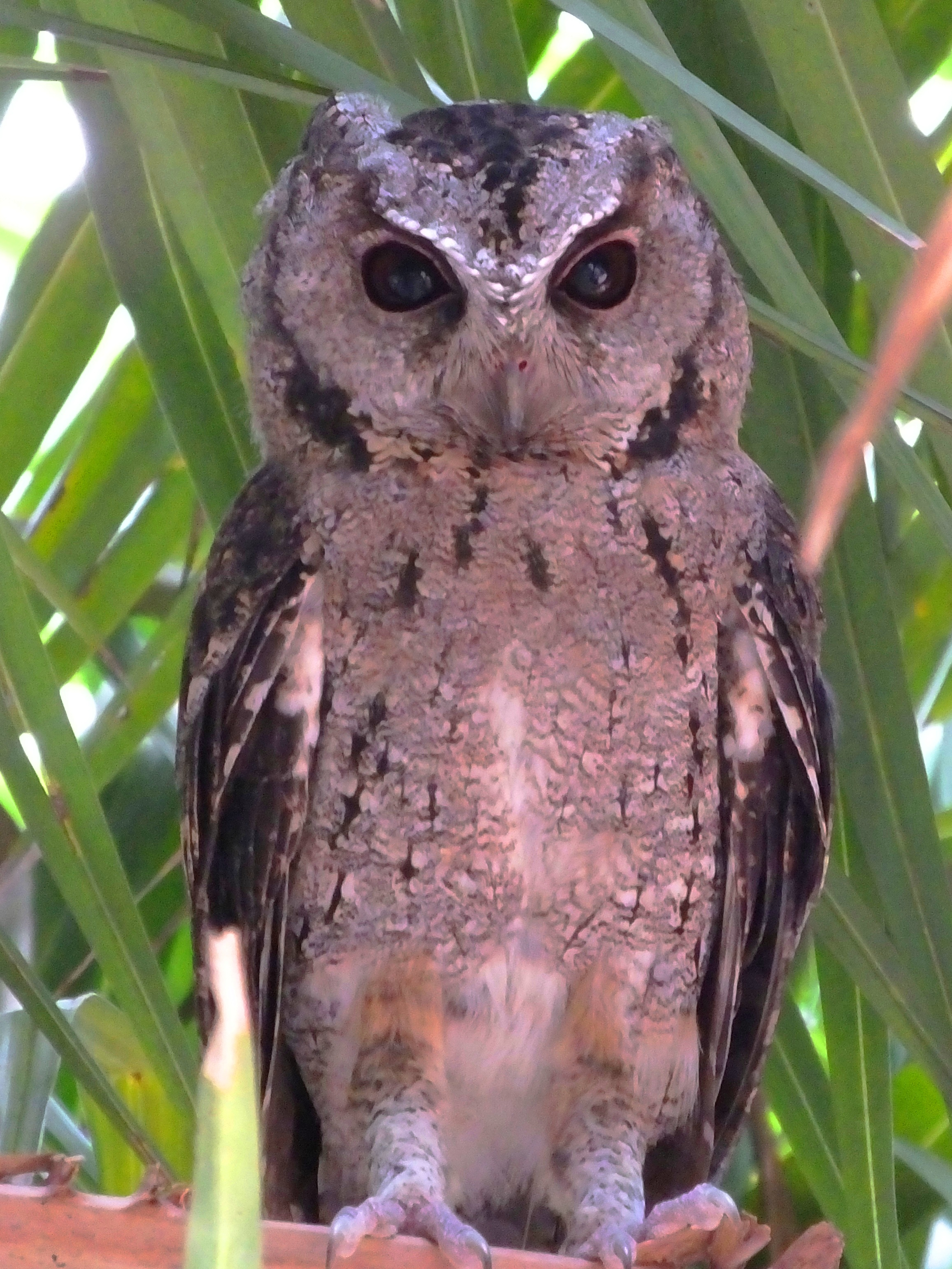
galléros füleskuvik (Otus lettia)
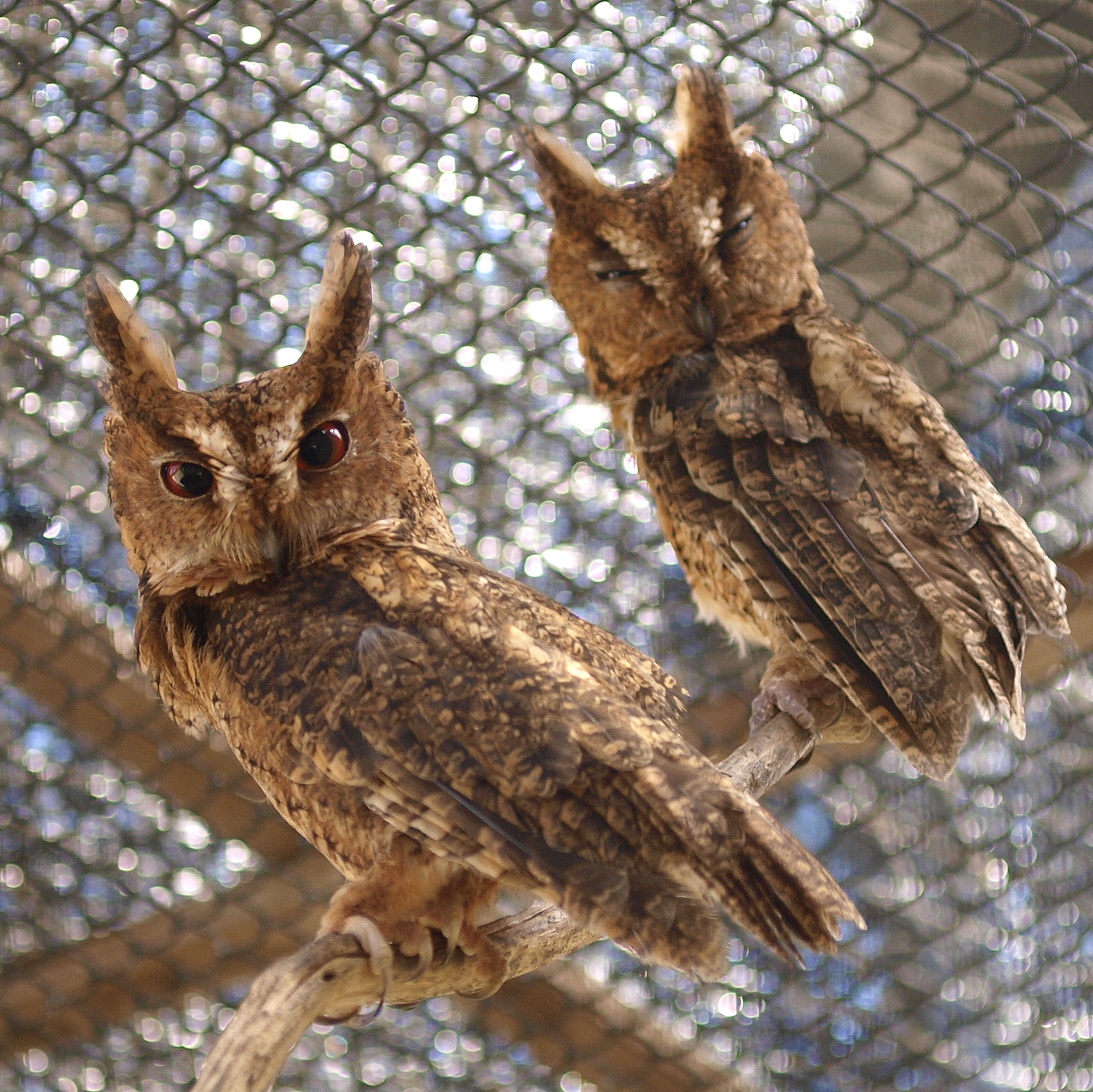
szunda-szigeteki füleskuvik (Otus lempiji)
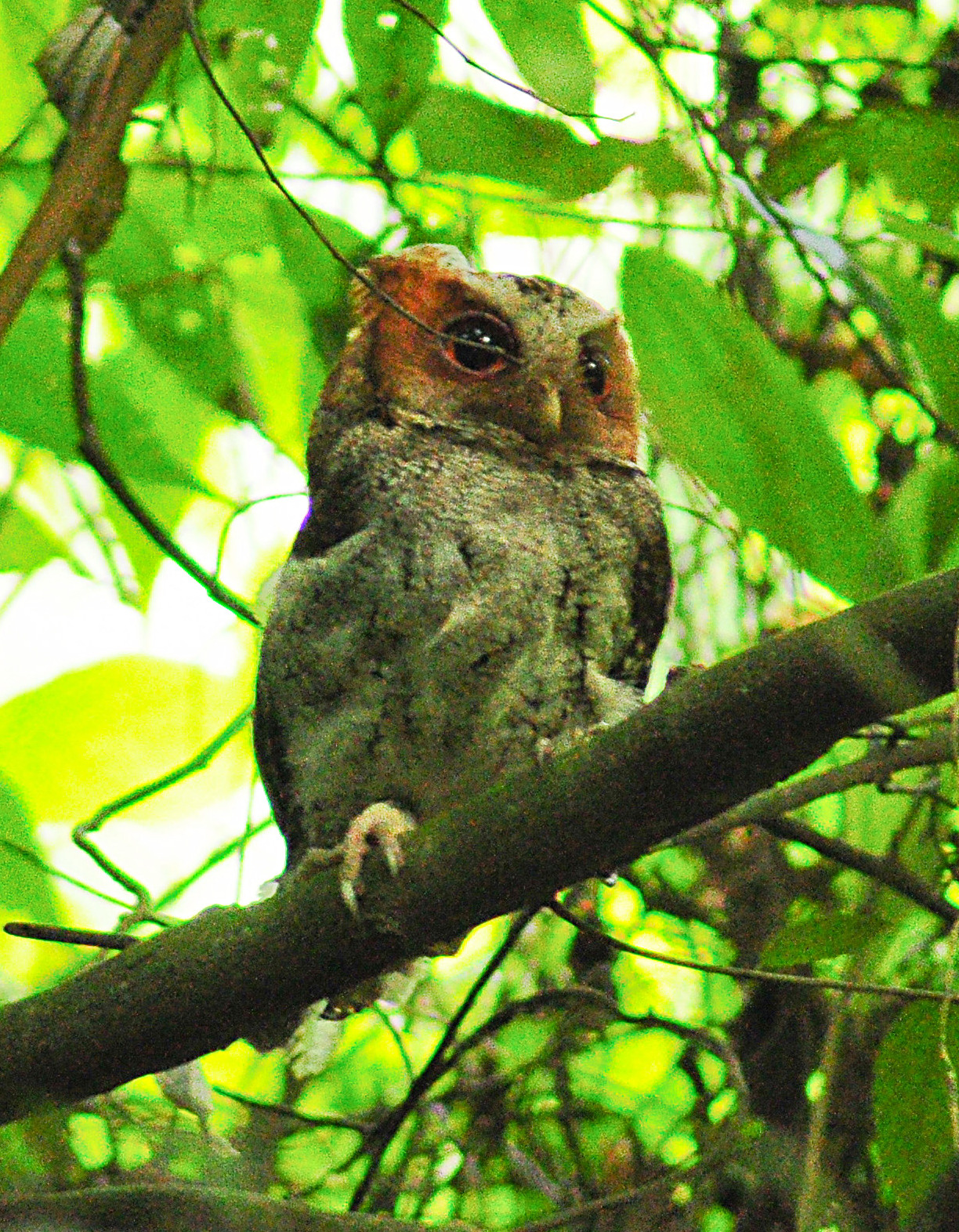
negrosi füleskuvik (Otus nigrorum)
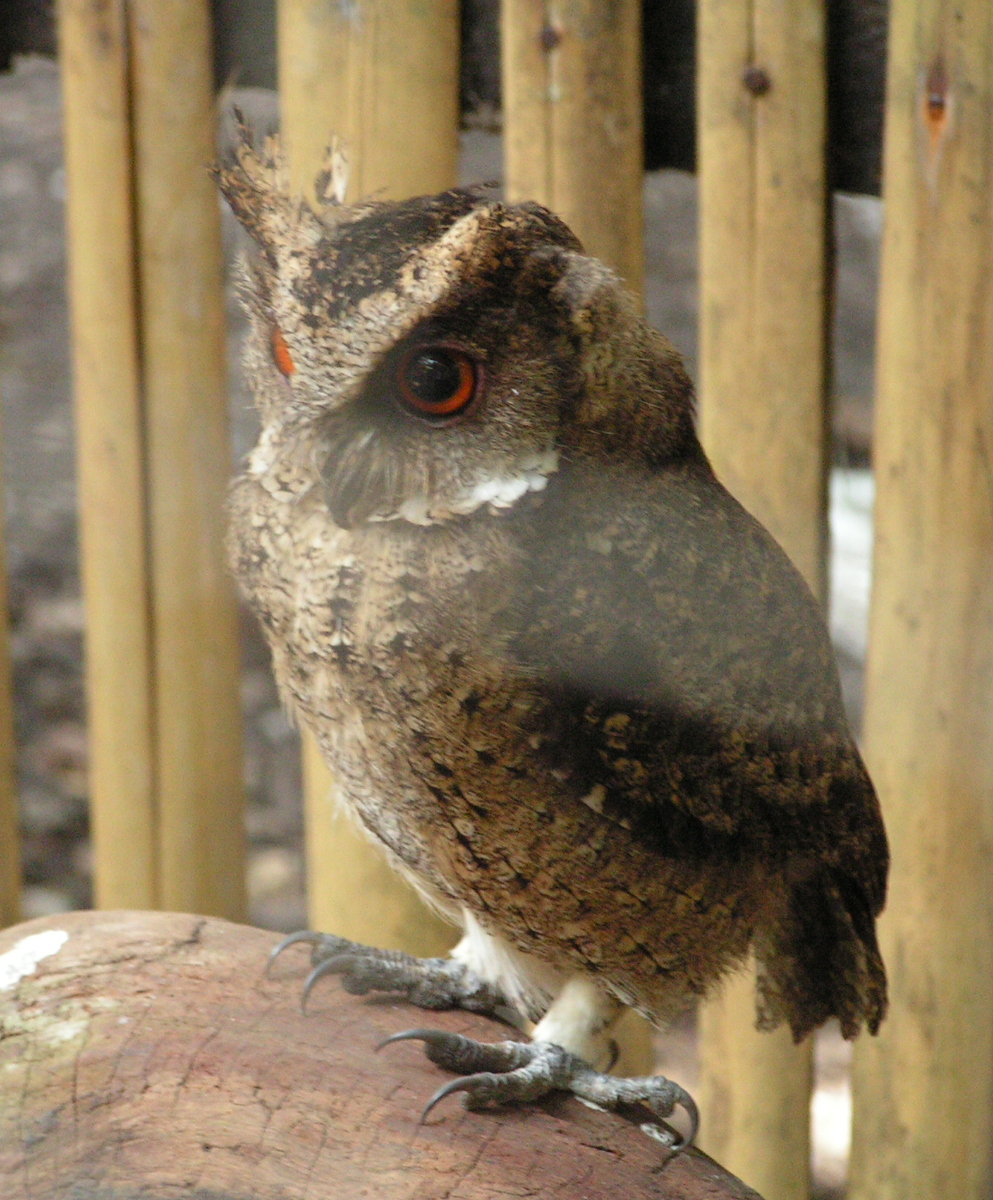
Everett-füleskuvik (Otus everetti)